# Francesco Sacrati (compositeur)
Francesco Sacrati, né à Modène le 17 septembre 1605 et mort à Parme le 20 mai 1650, est un compositeur italien de l'époque baroque, qui a joué un rôle important dans l'histoire de l'opéra italien. Il a écrit pour le Teatro Novissimo à Venise et a fait des tournées de ses opéras dans toute l'Italie. Sa pièce la plus célèbre est La finta pazza (La Folle supposée, livret de Giulio Strozzi, 1641), considérée comme le premier opéra qui ait été joué en France (en 1645). On a longtemps pensé que le manuscrit de cette œuvre était perdu, mais une édition itinérante du manuscrit a été découverte par le musicologue Lorenzo Bianconi en 1984. Certaines musiques présentent des similitudes frappantes avec la partition de L'incoronazione di Poppea de Monteverdi, incitant les chercheurs à spéculer que Sacrati a joué un rôle dans la composition de la version survivante de cet opéra. La première représentation aux États-Unis de La finta pazza a eu lieu en avril 2010 à l'Université de Yale.

## Opéras
- La Delia (1639)
- La finta pazza (1641)
- Bellerofonte (1642)
- Venere gelosa (1643)
- Proserpina Rapita (1644)
- L'Ulisse errante (1644)
- La Semiramide in India (1648)
- L'isola di Alcina (1648)
- Ergasto (1650)